# 삼장보살
삼장보살(三藏菩薩)은 천장보살(天藏菩薩), 지장보살(地藏菩薩), 지지보살(持地菩薩)을 하나로 묶어 마치 하나의 보살처럼 부르는 용어이다. 현재는 모든 영가천도를 지장보살에게 의지하지만, 원래는 하늘 세계는 천장보살이, 지상 세계는 지지보살이, 지하 세계(명부)는 지장보살이 각각 관장했었다.

## 삼장보살도
한국에서는 삼장보살들을 하나의 보살처럼 같이 그린 탱화인 삼장보살도를 조선초기부터 그리기 시작하여, 18세기와 19세기에는 많이 조성되어었다. 이에 대한 유래는 분명치는 않으나, 중국 송나라 지반(志磐)의『법계성범수륙승회수재의궤(法界聖凡水陸勝會修齋儀軌)』에 기록되어 있고, 중국 원나라와 명나라에 삼장보살도를 많이 그렸다고 한다.